# トヨタ・88C-V
トヨタ・88C-V（Toyota 88C-V ）は、1988年の全日本スポーツプロトタイプカー耐久選手権（JSPC）参戦用にトヨタが開発したグループCカー。

## 概要
1986年までトヨタのグループC活動は、トムス、童夢が主体となって行われていたが、1987年からトヨタ (TRD) 主導で行われることになった。これに合わせて翌1988年シーズンに向けて開発・製作されたのが88C-Vで、それまでのアルミモノコック・直列4気筒ターボエンジンのトヨタのグループCマシン群と一線を画するマシンである。
モノコックはカーボンコンポジット製。童夢で設計・製作。当時F1では一般化していたが、Cカーではジャガー、アルバなど、まだごく一部のマシンでしか採用していなかった。
エンジンは新開発のR32V。3.2リットルV型8気筒ツインターボエンジンである。トヨタとしてはトヨタ7の5.0リットルV型8気筒以来の純レース用エンジンである。
タイヤはブリヂストンを採用。

## 戦績
落成1号車である88CV-001は1988年2月26日、トヨタモータスポーツ発表会で展示された後TRDに引き渡され、トヨタの自社コース等でテストが行われた。4月14日には富士スピードウェイでマスコミを招いて公開シェイクダウンが行われた。その後の開発テストで2度サスペンショントラブルによりクラッシュを起こしている。001はテストにのみ使用され、実戦への出場はしていない。
7月には88CV-002が完成しトムスに納車された。001に比べマシンは約100kg軽量化され、サスペンションの剛性も強化された。
88C-Vは1988年7月、JSPC第4戦・富士500マイルでデビューした。002が36号車として登場。37号車は88Cを使用した。88C-Vは予選7位に入る。決勝ではスタートから僅か数周後にデビューレースとは思えない力走でポルシェ・962Cや日産・R88Cを抜き去りトップに立つ。その後R88Cに抜き返されるなど一度は後退したが、各車ピットインを済ませた後トップを奪還。中盤までトップを快走したが、その後ターボトラブルで後退、最後はミッショントラブルによりリタイアした。
続くJSPC第5戦・鈴鹿1000kmでも002が36号車として使用された。37号車は引き続き88Cを使用。88C-Vは予選3位を獲得するが、決勝では燃料ポンプのトラブルによるピットストップを繰り返し最下位の16位に終わった。
WSPC第10戦、兼JSPC第6戦として開催されたWEC-JAPANでは37号車も88C-Vにマシンを変更、002を使用した。36号車は新たに完成した88CV-003を用いた。36号車は予選で5位に付けた。決勝では10位前後でレースを進めていたが、ミッショントラブルで後退し最下位の22位に終わる。予選16位スタートの37号車もペースが上がらず21位に終わった。
88C-Vの成績不振についてはマシン重量が理由に挙げられている。87Cは最低規定重量の850kgに近い861kgというマシン重量だったのに対し、88C-Vはラジエーター、ターボチャージャーの増加、インタークーラーの容量増大によりWECの車検の際に36号車が951kg、37号車が955kgと規定重量を100kg以上上回る極めて重たいマシンに仕上がっていた。
002はシーズン終了後、89C-Vに改装された。